# Afonso de Almeida Fernandes
Afonso de Magalhães de Almeida Fernandes OA • ComA • GCIH (Lisboa, São Sebastião da Pedreira, 12 de dezembro de 1906 – 5 de julho de 1986) foi um brigadeiro do Exército Português e ministro do Exército (1958-1961).

## Biografia
Era filho do escrivão de direito Alexandre Galvão Mexia de Almeida Fernandes e de Maria Carlota Castelo Pinto de Magalhães, doméstica, ambos naturais de Lisboa (ele da freguesia da Encarnação e ela da freguesia de Santa Isabel). Foi oficial da Arma de Engenharia e licenciou-se em Engenharia Civil (1928) pelo Instituto Superior Técnico da Universidade Técnica de Lisboa, onde conheceu a sua esposa, Maria Amélia Chaves, a primeira engenheira e engenheira civil portuguesa, com quem casou civilmente, em Lisboa, a 19 de setembro de 1939.
Fez parte da missão militar de estudo e observação na Alemanha durante a Segunda Guerra Mundial (1942), da missão oficial junto do Estado-Maior Francês e da NATO, em Paris (1954), e da missão oficial junto ao Estado-Maior Espanhol, em Madrid (1955).
Foi subsecretário de Estado do Exército (1956-1958).
Em 1958, foi nomeado ministro do Exército na mesma remodelação que nomeou o general Botelho Moniz para ministro da Defesa. 
No governo, reorganizou a Escola do Exército e foi um grande impulsionador da defesa dos territórios ultramarinos. Foi o criador, em 1960, do Centro de Instrução de Operações Especiais (CIOE), em Lamego, onde se formaram as primeiras companhias de Caçadores Especiais que foram enviadas para Angola ainda antes do início da guerra. 
Fundou em 1960 o "Jornal do Exército".
Na "Abrilada" de 11 de abril de 1961, coadjuvou o ministro da Defesa, Botelho Moniz, na tentativa fracassada de afastar António de Oliveira Salazar, pelo que foi demitido do governo (13 de abril) e reformado compulsivamente como brigadeiro do Exército.
Morreu a 5 de julho de 1986.

### Condecorações
- Comendador da Ordem Militar de Avis de Portugal (4 de maio de 1951)[3]
- Comendador da Ordem de São Silvestre Papa do Vaticano ou da Santa Sé (3 de março de 1954)[4]
- Cruz de Segunda Classe com Distintivo Branco da Ordem do Mérito Militar de Espanha (12 de junho de 1954)[4]
- Grande-Oficial com Espadas da Ordem da Águia Alemã da Alemanha Ocidental (24 de outubro de 1954)[4]
- Oficial da Ordem Militar de Avis de Portugal (19 de fevereiro de 1955)[3]
- Cruz de Terceira Classe com Distintivo Branco da Ordem do Mérito Militar de Espanha (12 de dezembro de 1955)[4]
- Grã-Cruz com Distintivo Branco da Ordem do Mérito Militar de Espanha (7 de dezembro de 1960)[4]
- Grã-Cruz da Ordem do Infante D. Henrique de Portugal (3 de janeiro de 1961)[3]
- Oficial da Ordem do Mérito Militar do Brasil (25 de julho de 1962)[4]
- Grã-Cruz da Ordem Nacional do Cruzeiro do Sul do Brasil (31 de agosto de 1964)[4]